# Saturnism
Saturnismul este o intoxicație cronică cu plumb.
Îmbolnăviri de saturnism se produc, de regulă, la persoane care lucrează în mediu cu plumb: extracția de minereuri, industria acumulatorilor, industria poligrafică, industria chimică, prepararea și manipularea benzinei etilate etc. Simptomele pot include dureri abdominale, constipație, dureri de cap, iritabilitate, probleme de memorie, infertilitate, amorțeală și furnicături la nivelul mâinilor și picioarelor. Cauzează aproape 10% din dizabilitățile intelectuale de altă cauză necunoscută și poate duce la probleme comportamentale. Unele dintre efecte sunt permanente. În cazuri severe, pot apărea anemie, convulsii, comă sau deces.
În afara saturnismului profesional, care aproape că a dispărut în ziua de azi, aceasta boală se poate căpăta și prin ingestie de plumb. Poate fi vorba de legume preparate într-un recipient ce conține plumb, sau de apa de la robinet din clădirile vechi, ale căror țevi pentru apă sunt făcute din plumb. Unele vopsele cu plumb (de exemplu, pe bază de ceruză), dacă sunt vechi și se cojesc de pe pereți, pot fi ingerate de copii.
Plumbul inhibă sinteza hemului, blocând enzimele care catalizeaza trecerea de la coproporfirină la protoporfirină. Prin acest mecanism, intoxicația cu plumb realizează anemia hipocromă hipersideremică, numita acrestică.
Semnele de început mai caracteristice sunt: „lizereul de plumb", care apare ca o dungă albastră-cenușie pe marginea gingiei, în dreptul dinților din față; colorația palid-cenușie a pielii; ușoare tremurături ale mâinilor.
Printre simptomele precoce se numără: apatia sau iritabilitatea, astenia fizică, anorexia, greața, constipația dureri abdominale intermitente, diaree, mialgii.